# كونستانتين زايتسيف
كونستانتين زايتسيف (بالروسية: Константин Николаевич Зайцев)‏ هو لاعب كرة قدم روسي وأوكراني في مركز الدفاع، ولد في 16 ديسمبر 1983 في دونيتسك في أوكرانيا. لعب مع دينامو بريانسك وموردوفيا سارانسك.

## وصلات خارجية
- كونستانتين زايتسيف على موقع قاعدة بيانات كرة القدم.إي يو (الإنجليزية)
- كونستانتين زايتسيف على موقع Soccerway.com (الإنجليزية)